# Scopula oenoloma
Scopula oenoloma là một loài bướm đêm trong họ Geometridae.